# ストラティオス
ストラティオス（古希: Στρατίος, Stratios）あるいはストラティコス（古希: Στράτιχος, Stratikhos）は、ギリシア神話の人物である。ピュロスの王ネストールの子で、母親についてはエウリュディケー、あるいはアナクシビアーと言われている。
兄弟が多く、トロイア戦争で戦死したアンティロコスをはじめとして、トラシュメーデース、ペイシストラトス、エケプローン、ペルセウス、アレートス、姉妹のペイシディケー、ポリュカステーと兄弟。ホメーロスの叙事詩『オデュッセイアー』によると、オデュッセウスの情報を求めてピュロスを訪れたテーレマコスと会った。